# Kim So-hee (ca sĩ, sinh 1995)
Đây là một tên người Triều Tiên, họ là Kim.
Kim So-hee (Hangul: 김소희, Hanja: 金昭希, Hán Việt: Kim Chiêu Hy; sinh ngày 20 Tháng 1 1995) là một ca sĩ Hàn Quốc. Cô là thành viên của nhóm nhạc nữ Nature. Trước đó, cô là thí sinh của Produce 101 và thành viên của các nhóm nhạc nữ dự án Hàn Quốc C.I.V.A, I.B.I. (Cô tham gia Produce 101 mùa đầu tiên và sau đó ra mắt trong nhóm nhạc nữ dự án C.I.V.A của mockumentary show: The God of Music 2, Mnet, với một phiên bản làm lại của Diva, ca khúc Why?.)
Trong tháng 7 năm 2016 và I.B.I, một nhóm nhạc nữ dự án bao gồm 5 thí sinh top 22 ở Produce 101 không lọt vào đội hình debut, được thành lập bởi LOEN Entertainment, ra mắt vào tháng 8 năm 2016. Tháng 4 năm 2017, cô tham gia chương trình truyền hình thực tế diễn xuất "Idol Drama Operation Team" của đài KBS. Trong đó, các thành viên tự viết kịch bản và tham gia diễn xuất trong bộ phim của họ - bộ drama có tên "Let’s Only Walk the Flower Road" (Hãy bước đi trên con đường hoa), bộ phim được công chiếu sau khi chương trình kết thúc. Họ cũng tham gia biểu diễn trên nhiều sân khấu âm nhạc với tư cách nhóm Girls Next Door - nhóm nhạc nữ tạo ra từ chương trình.
Kim So hee cũng từng xuất hiện trên Produce 101 season 2 với vai trò là MC 
Ngày 08 tháng 11 năm 2017, cô ra mắt với tư cách ca sĩ solo, phát hành mini-album đầu tiên the Fillette cùng ca khúc chủ đề "SobokSobok" (소복소복).

## Discography

### Extended plays
| Tựa đề       | Chi tiết | Xếp hạng | Doanh thu     |
| Tựa đề       | Chi tiết | KOR      | Doanh thu     |
| ------------ | --- | -------- | ------------- |
| the Fillette | - Ngày phát hành: 08 tháng 11 năm 2017 - Hãng đĩa: The Music Works, Genie Music - Định dạng: CD, tải kĩ thuật số | 16       | - KOR: 3,764+ |

### Đĩa đơn
| Tựa đề | Năm  |
| --- | ---- |
| "Why" (cùng Yoon Chae-kyung và Lee Soo-min với tư cách thành viên C.I.V.A)                                    | 2016 |
| "Molae Molae" (cùng Lee Hae-in, Yoon Chae-kyung, Lee Su-hyun và Han Hye-ri với tư cách thành viên nhóm I.B.I) | 2016 |

### Soundtrack appearances
| Năm  | Tựa đề                                      | Xếp hạng   | Đĩa (DL) | Album                      |
| Năm  | Tựa đề                                      | KORGaon[3] | Đĩa (DL) | Album                      |
| ---- | ------------------------------------------- | ---------- | -------- | -------------------------- |
| 2016 | "Coincidence" (với Song Yoo-bin)            | 63         | N/A      | Hey Ghost, Let's Fight OST |
| 2016 | "Navigation"                                | TBA        | N/A      | Shopaholic Louis OST       |
| 2017 | "Will You Love Me" (với Gilgu Bonggu (GB9)) | —          | N/A      | Good Manager OST           |
| 2017 | "Oh!My God!"                                | —          | N/A      | Reunited Worlds OST        |
| 2017 | "Falling You" (with Tae-il of Block B)      | 68         | N/A      | Meloholic OST              |
| 2018 | "Dreaming Place"                            | —          | N/A      | The Underdog OST           |

## Phim

### TV series
| Năm  | Tựa đề                             | Vai trò       | Kênh       | Ghi chú             |
| ---- | ---------------------------------- | ------------- | ---------- | ------------------- |
| 2016 | Produce 101                        | Bản thân      | Mnet       |                     |
| 2016 | The God of Music 2                 | Bản thân      | Mnet       |                     |
| 2016 | Hello I.B.I                        | Bản thân      | JTBC       |                     |
| 2017 | 책대로 한다                        | Bản thân      | EBS        |                     |
| 2017 | Kim Min Jung's Beauty Crush        | Bản thân      | MBC every1 | MC                  |
| 2017 | Delicious Map Season 3             | Bản thân      | MBC        | MC                  |
| 2017 | Produce 101 Season 2               | Bản thân      | Mnet       | MC đặc biệt ở tập 5 |
| 2017 | Idol Drama Operation Team          | Bản thân      | KBS        |                     |
| 2018 | Delicious Map Season 4             | Bản thân      | MBC        | MC                  |
| 2018 | Weekly Beauty Claire               | Bản thân      | TV Chosun  | MC                  |
| 2018 | Gourmet Idols (Thần Tượng Sành Ăn) | Bản thân      | MBC every1 | MC                  |
| 2018 | King of Mask Singer                | Jewelry Sauna | MBC        | Thí sinh ở tập 155  |
| 2018 | Show Pretty                        | Bản thân      | Channel A+ | MC                  |

## Giải thưởng
| Năm  | Giải thưởng                                        | Hạng mục                                     | Kết quả    |
| ---- | -------------------------------------------------- | -------------------------------------------- | ---------- |
| 2017 | Giải thưởng Văn hóa - Giải trí Hàn Quốc lần thứ 25 | Giải Tân binh và Nghệ sĩ trình diễn xuất sắc | Thắng giải |